# Fangophilina gilchristi
Fangophilina gilchristi är en svampdjursart som först beskrevs av James Barrie Kirkpatrick 1902.  Fangophilina gilchristi ingår i släktet Fangophilina och familjen Tetillidae. Inga underarter finns listade i Catalogue of Life.